# Embryodiagnostik
Preimplantatorisk genetisk testning (PGT) eller preimplantatorisk genetisk diagnostik (PGD), även embryodiagnostik, är en metod för att välja ut friska embryon till par som är bärare av anlag för ärftliga sjukdomar. Metoden utfördes första gången i England år 1990, och spreds därefter under 1990-talet över hela världen. Man gör så kallade provrörsbefruktningar och låter de första stadierna av graviditeten (äggen delar sig/förökas) vara i provrör. När äggen kommit till åttacellstadiet tar man bort några av cellerna för att undersöka deras arvsmassa. När man hittar en med friska gener placerar man embryot i kvinnans livmoder. Ofta gör man ett tiotal parallella befruktningar för att kunna hitta ett friskt embryo. Efter nio månader kan kvinnan föda ett friskt barn.